# Compus de șase cuburi cu libertate de rotație
În geometrie compusul de șase cuburi cu libertate de rotație este un compus poliedric uniform realizat dintr-un aranjament simetric de 6 cuburi, considerate drept prisme pătrate.
Are indicele de compus uniform UC07.

## Realizare
Poate fi construit prin suprapunerea a șase cuburi identice într-un cub și apoi rotirea lor în perechi în jurul celor trei axe care trec prin centrele a câte două fețe opuse ale cubului. Fiecare tetraedru este rotit cu un unghi egal (și opus, într-o pereche), θ.
Când θ = 0, toate cele șase cuburi coincid. Când θ este de 45°, apare compusul de trei cuburi, mai simetric (fără libertate de rotație).

## Mărimi asociate

### Coordonate carteziene
Coordonatele carteziene ale vârfurilor compusului sunt toate permutările
{\displaystyle (\,\pm (\cos(\theta )+\sin(\theta )),\,\pm (\cos(\theta )-\sin(\theta )),\,\pm 1\,).}

### Volum
Următoarea formulă pentru volum V este stabilită pentru lungimea laturilor tuturor poligoanelor (care sunt regulate) a:
{\displaystyle V=6\,a^{3}=6,000000~a^{3}.}

## Imagini
- Compuși de șase cuburi cu libertate de rotație
- Compusul cu θ = 0°
- Compusul cu θ = 5°
- Compusul cu θ = 10°
- Compusul cu θ = 15°
- Compusul cu θ = 20°
- Compusul cu θ = 25°
- Compusul cu θ = 30°
- Compusul cu θ = 35°
- Compusul cu θ = 40°
- Compusul cu θ = 45°